# Kirche von Voxtorp

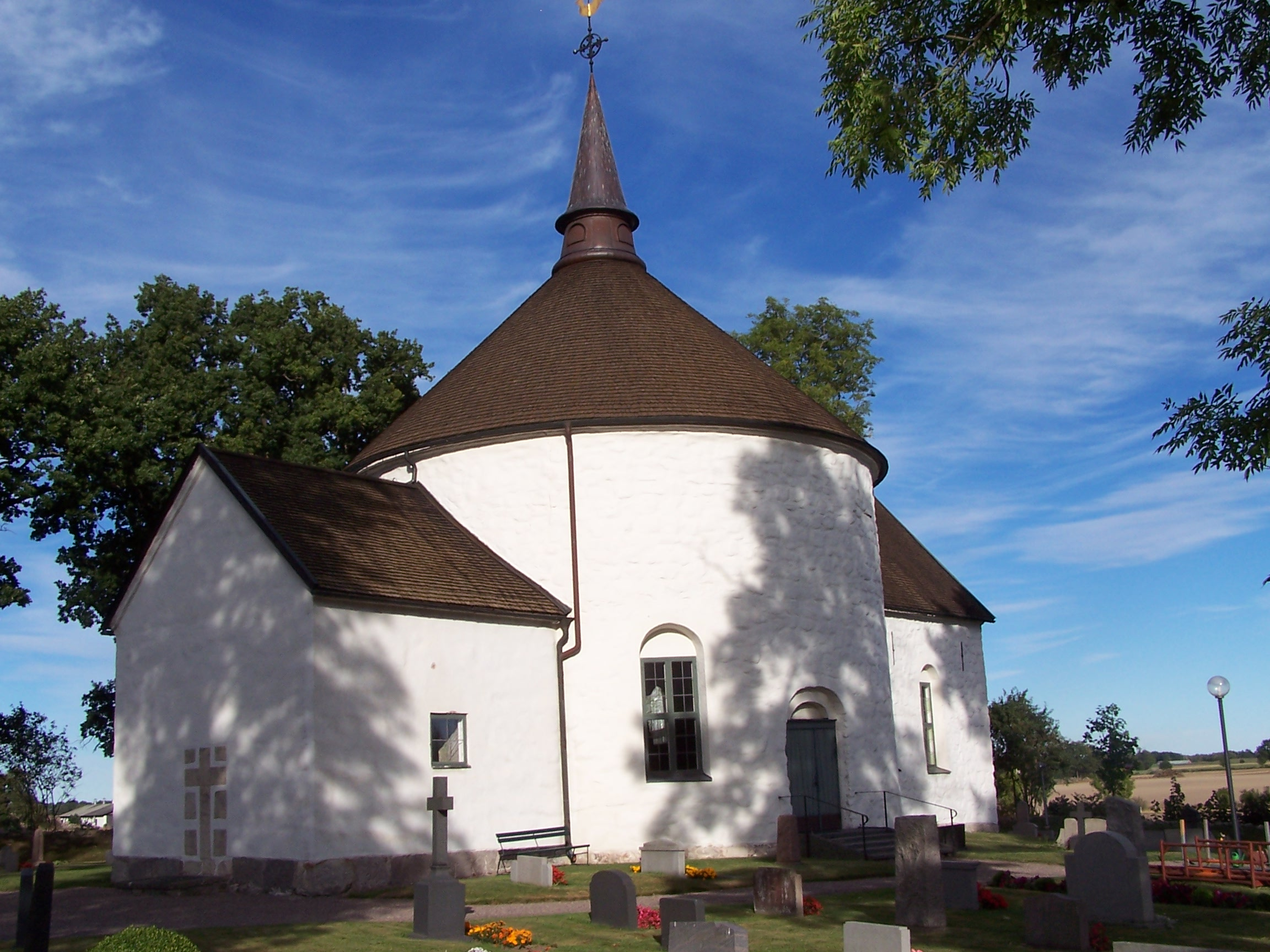
Voxtorps kyrka

Die Kirche von Voxtorp, schwedisch Voxtorps kyrka, ist eine Rundkirche in der Provinz Kalmar län etwa 19 km südwestlich von Kalmar. Sie wurde um 1240 errichtet. Anbauten sind die Sakristei und das Waffenhaus.
Siehe auch: Skandinavische Rundkirchen